# Myštice (Chudoslavice)
Myštice (něm. Michzen) je malá vesnice, část obce Chudoslavice v okrese Litoměřice. Nachází se při severovýchodním úpatí vrchu Liščín, asi 1,5 km na jih od Chudoslavic a necelých 6 km na severovýchod od Litoměřic. V roce 2009 zde bylo evidováno 15 adres. V roce 2011 zde trvale žilo 40 obyvatel.
Myštice leží v katastrálním území Chudoslavice o výměře 3,85 km2.

## Historie
Nejstarší písemná zmínka pochází z roku 1255.

## Obyvatelstvo
|                                                                       | 1869 | 1880 | 1890 | 1900 | 1910 | 1921 | 1930 | 1950 | 1961 | 1970 | 1980 | 1991 | 2001 | 2011 |
| --------------------------------------------------------------------- | ---- | ---- | ---- | ---- | ---- | ---- | ---- | ---- | ---- | ---- | ---- | ---- | ---- | ---- |
| Obyvatelé                                                             | 143  | 159  | 134  | 119  | 130  | 119  | 115  | 63   | 68   | 42   | 33   | 27   | 29   | 40   |
| Domy                                                                  | 26   | 28   | 26   | 25   | 24   | 25   | 26   | 17   | .    | 10   | 10   | 10   | 11   | 13   |
| Počet domů z roku 1961 je zahrnut v domech místní části Chudoslavice. |      |      |      |      |      |      |      |      |      |      |      |      |      |      |